# Georges Coulon
Pour les articles homonymes, voir Coulon.
Ne doit pas être confondu avec Georges Coulon (sculpteur).
Georges Coulon, né le 11 mars 1838 à Paris et mort le 20 février 1912 dans le 16e arrondissement de Paris, est un haut fonctionnaire français.

## Biographie
Eugène Georges Gustave Coulon est officiellement le fils de l'actrice Augustine-Antoinette Finot-Léonard et d'Antoine Coulon (artiste-chorégraphe de l'Académie royale de musique, maître de ballet à l'Opéra de Paris et au Her Majesty's Theatre de Londres et fils de Jean-François Coulon). Cependant Georges Coulon était probablement le fils naturel d'Eugène Scribe, le célèbre auteur dramatique.

### Carrière
Il a été préfet de Vendée, puis vice-président du Conseil d'État de 1898 à 1912. 

### Mort
Lors de ses funérailles en 1912, ses six fils défilèrent derrière son cercueil.
Georges Coulon repose au cimetière des Bois de Saint-Georges-de-Didonne. Ses papiers personnels sont conservés aux Archives nationales sous la cote 417AP

### Descendance
Il épousa le 4 novembre 1880 la fille d'Eugène Pelletan, Geneviève, devenant de ce fait le beau-frère de Camille Pelletan.
Georges Coulon a eu six fils : Jean-Paul Coulon, Jean-Pierre Coulon, Jean-Louis Coulon, Jean-Jacques Coulon, Jean-Claude Coulon et Jean-René Coulon. Jean-Louis, polytechnicien, et Jean-René, ingénieur agronome, moururent pour la France en 1914 et 1916. Jean-Paul Coulon fut un haut magistrat.
Pour loger sa grande famille, Georges Coulon fit construire une grande villa le long de la plage de Saint-Georges-de-Didonne qu'il baptisa: "Jean Marmaille", en référence aux prénoms donnés à ses six fils. Cette maison est encore aujourd'hui visible depuis la plage et est toujours habitée par la famille Coulon.

## Distinctions
- Grand-croix de la Légion d'honneur par décret du 20 juillet 1909[8]
  -  Grand officier de la Légion d'honneur par décret du 23 janvier 1906 ;
  -  Commandeur de la Légion d'honneur par décret du 29 juillet 1896 ;
  -  Officier de la Légion d'honneur par décret du 31 décembre 1887 ;
  -  Chevalier de la Légion d'honneur par décret du 31 juillet 1879 ;